# 하비 맨스필드

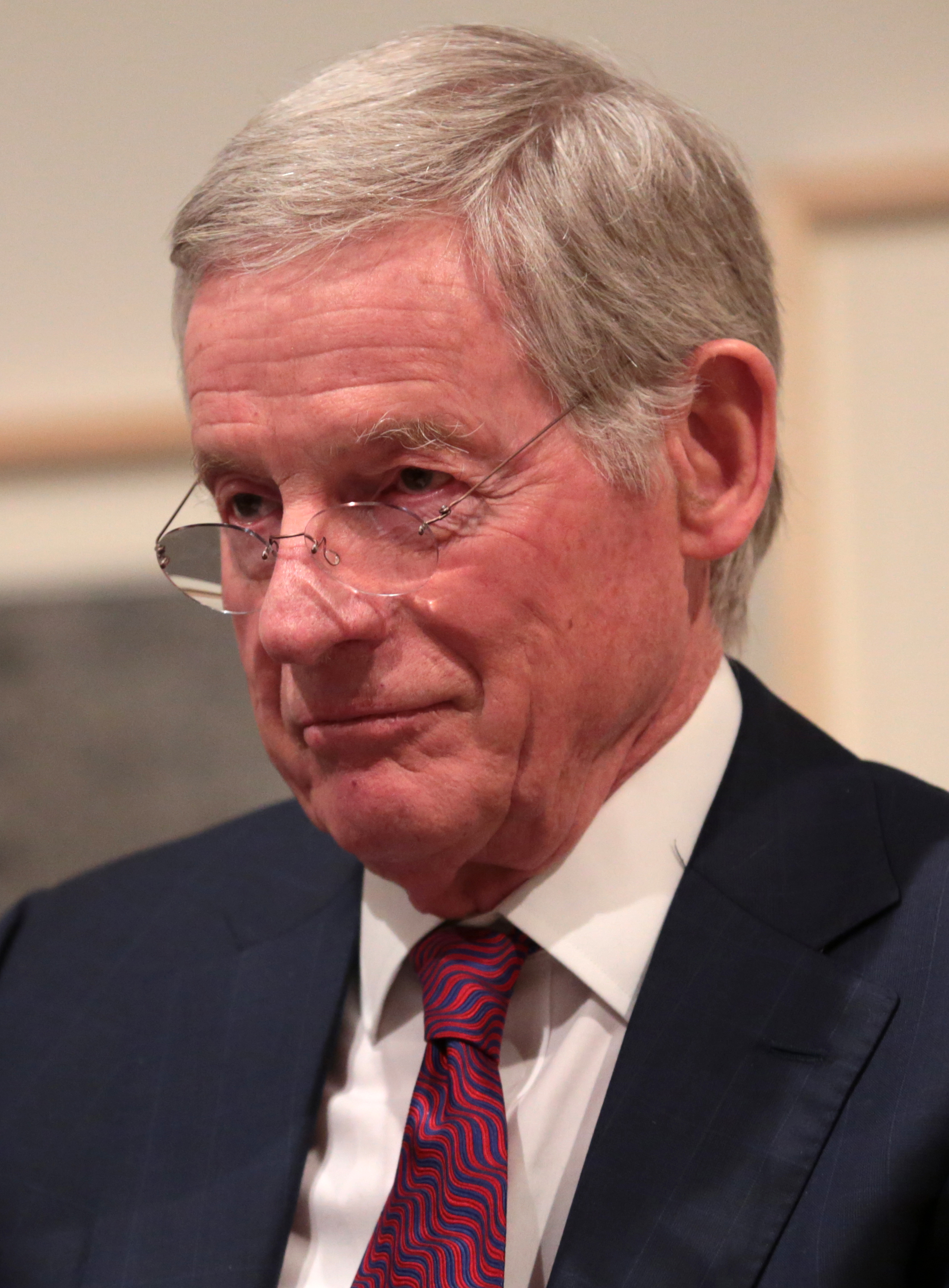
Mansfield (2017)

하비 클래플린 맨스필드 주니어(1932년 ~ )는 미국의 정치철학 교수로, 1962년 이래, 윌리엄 R. 케넌 주니어 하버드 대학교 정책학 교수직에 있다. 그는 구겐하임과 국립인문기금(NEH)의 펠로우쉽을 받았으며 그리고 국립인문센터의 특별회원을 지냈다. 또한 2004년에 미국의 국가 인문학 메달을 받았다. 그는 저술을 통해 정치적 문제에 대해 보수적 입장을 견지하는 것으로 유명하다. 맨스필드는 아리스토텔레스와 에드먼드 버크, 니콜로 마키아벨리, 알렉시 드 토크빌, 토마스 홉스와 같은 주요 정치 철학자들의 책을 번역하거나 자신의 책을 낸 정치철학자이다. 맨스필드는 자신의 정치 철학이 레오 스트라우스로부터 영향을 받았다고 인터뷰에서 밝혔다.

## 같이 보기
- 레오 스트라우스